# Banys Termals (Caldes d'Estrac)
Els Banys Termals és un edifici de Caldes d'Estrac (Maresme).

## Descripció
Edifici aïllat de planta baixa de 252 metres quadrats de superfície. És d'estil popular mediterrani. De formes senzilles i parets emblanquinades. La façana principal està orientada cap al sud, és asimètrica, té una entrada moderna amb reixat calat, a peu pla, un finestró ovalat de grans dimensions per gaudir de la llum natural i un tauler d'anuncis amb les activitats que es porten a terme als banys. A la façana posterior hi ha un altre accés i vàries finestres, una d'elles també ovalada i situada en un punt més elevat per gaudir també al màxim de la llum natural. Al davant d'aquest accés posterior trobem una font pública d'aigua calenta i l'entrada a la mina. Les façanes laterals són de poca alçada i llises. Destaca la coberta de voltes de maó i una torre quadrada, de considerable alçada, que allotja un dipòsit d'aigua. Des del carrer de la Santema es por tenir una excel·lent visió de la coberta del banys. Envoltant l'edificació hi ha una mena de plaça enjardinada amb una palmera, atzavares i arbustos, i per salvar el desnivell fins a l'entrada dels banys hi ha unes escales i a la part davantera una rampa de suau pendent per fer-ho accessible a les persones amb mobilitat reduïda o que portin cotxets o cadires de rodes.
A l'interior trobem, en primer lloc, un passadís central allargat que va d'una porta a l'altra. A banda i banda hi ha els diferents serveis que dóna els Banys. Per començar, si entrem per la porta principal a mà dreta hi ha la recepció. Més endavant hi ha els vestidors masculins i femenins, les petites sales massatge fisioteràpia i de banyera, que destaquen per l'enrajolat blanc de les seves parets i el sostre amb volta de canó pintat de blau. Un passadís a mà esquerra ens porta a la piscina termal, quadrada, tota enrajolada i que aprofita al màxim la llum natural que li arriba per les finestres ovalades que hem citat anteriorment. Tot l'espai transmet una sensació de lluminositat i netedat.

## Història

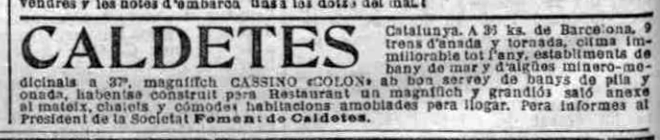
Anunci de les aigües de Caldetes a la Veu de Catalunya (1910)

La tradició termal de Caldes d'Estrac es remunta als romans i als àrabs. Al segle XIII està documentat el seu ús en la construcció d'un hospital. El 1759 es signà el document de repartiment de l'aigua entre l'Ajuntament de Caldes i la parròquia per a que tots els caldencs poguessin gaudir-ne gratuïtament i, segons informa Carreras Candi al realitzar obres de millora a l'edifici dels banys, es malmenà l'anterior edificació, que era del temps dels romans. El 1776 s'engrandeixen els banys amb 8 sales. Des del segle XIX les termes són propietat municipal. El 1818 es construeixen els banys actuals. La construcció existent és obra de l'arquitecte Francesc Milans. El dia 28 de maig de l'any 1933, els banys reberen la visita del president de la Generalitat de Catalunya, Francesc Macià.
L'any 1994 es va inaugurar la reforma actual.